# Dogonbadan
Dogonbadan (persisch دوگنبدان), auch bekannt als Gachsaran, ist die Hauptstadt des Verwaltungsbezirks Gachsaran in der Provinz Kohgiluye und Boyer Ahmad. 2016 hatte die Stadt über 96.000 Einwohner.

## Wirtschaft
Die Stadt gilt als ein wichtiges Zentrum der iranischen Erdöl- und Erdgasproduktion. Bei der Stadt befindet sich das Ölfeld Gachsaran.

## Bevölkerungsentwicklung
| Jahr | Einwohnerzahl |
| ---- | ------------- |
| 1996 | 70.422        |
| 2006 | 83.856        |
| 2011 | 91.739        |
| 2016 | 96.728        |

## Hochschulen
- Islamische Azad-Universität von Gachsaran

## Persönlichkeiten
- Mohammad Rashid Mazaheri (* 1989), Fußballspieler